# 国际狮子会

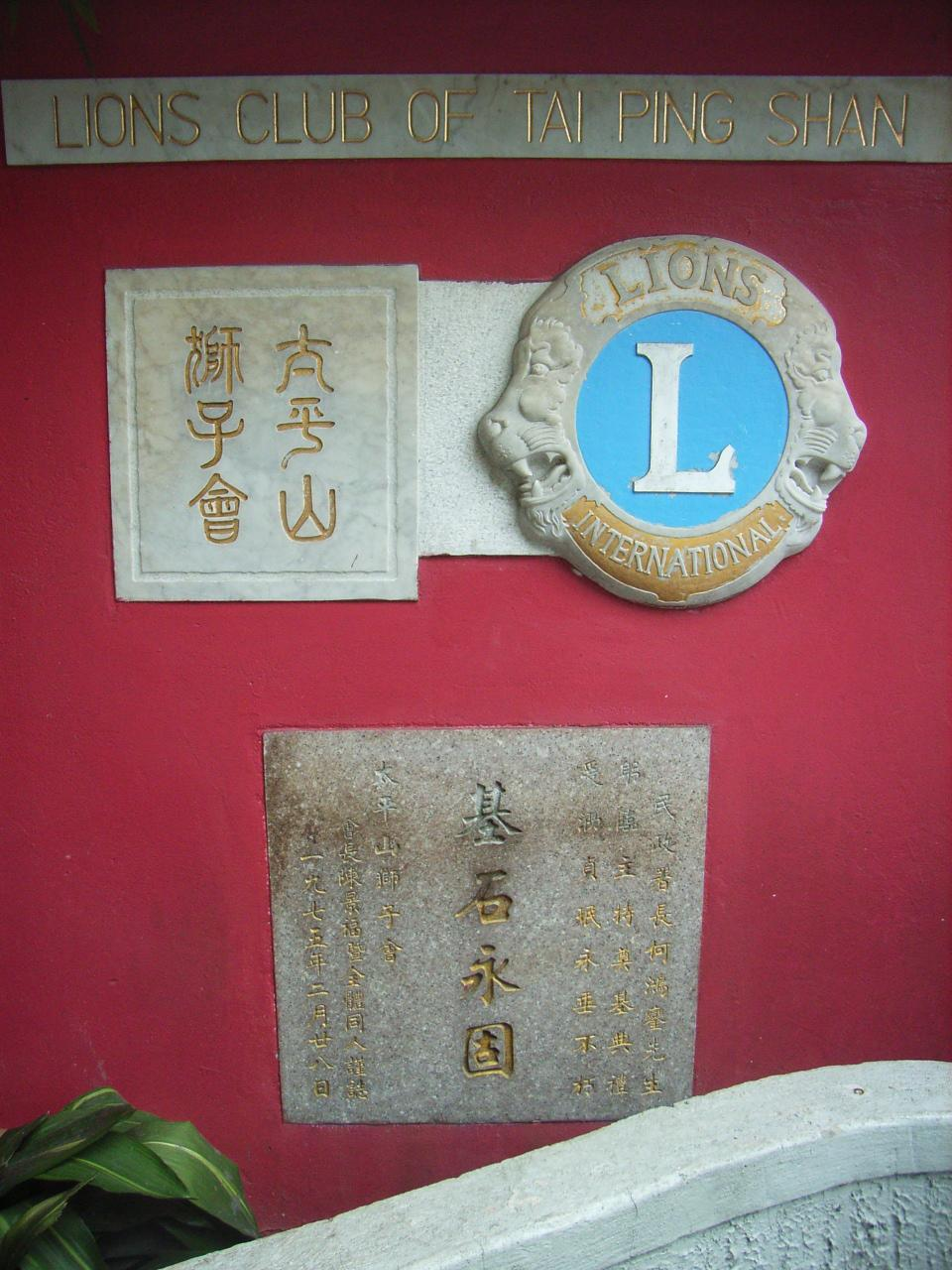
太平山獅子會

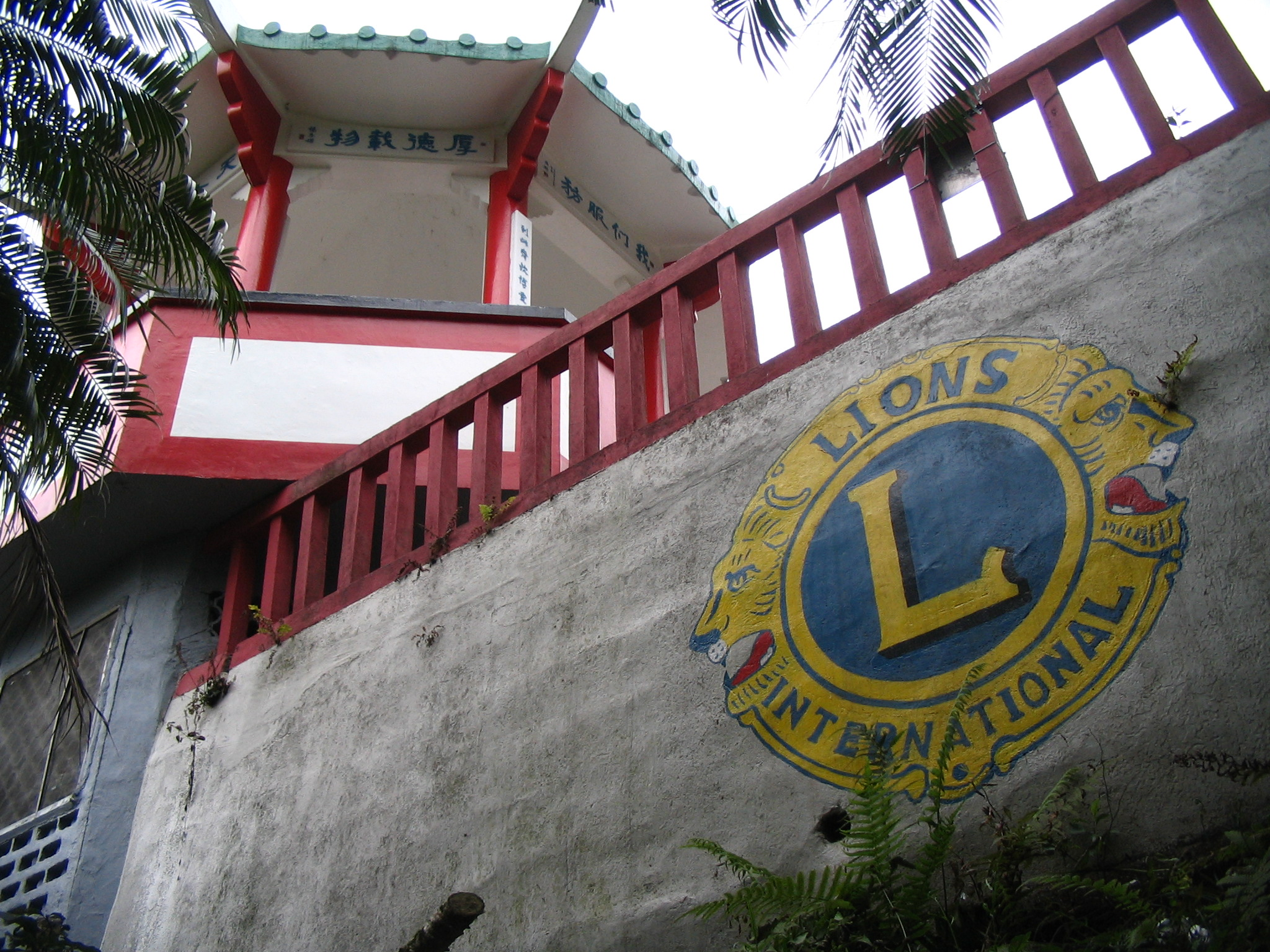
沙田坳道獅子亭下，半島獅子園內的國際獅子會標誌

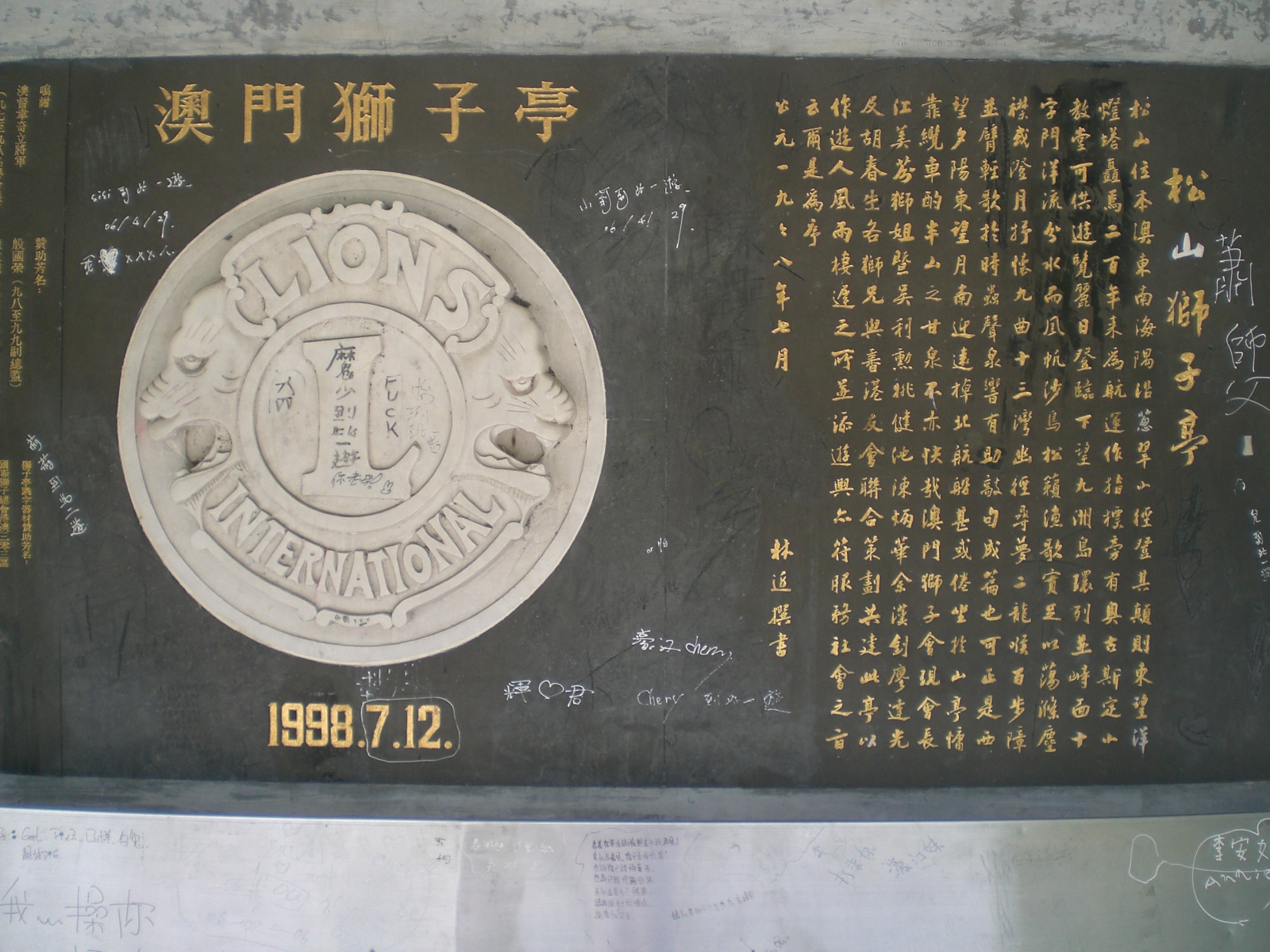
澳門国际狮子会

國際獅子會（英語：Lions Clubs International，縮寫：LCI）於1917年由企業家兼共濟會成員梅爾文·瓊斯成立，總部設於美國。擁有46,000個分會及140萬個會員分佈於世界。

## 標誌
字母L之外圍圈圈代表獅友們與獅子會結合成一個整體，兩旁之獅頭側向代表獅友們向每一方向尋覓為全世界人群服務及邀請新會員之機會。

## 分會
狮子会于美國伊利诺斯州的橡木溪成立。在1920年3月12日成为国际性组织。其第一个分会在加拿大安大略省的温莎成立。
通常，会员们每月或每两周一次参加会议，禁止讨论政治、宗教等争议話題。狮子会是以提供社會服務為宗旨的社团，其成员按地区、区域、国家等分别组成。所获得的公众捐助均用于慈善事业，自身的營運费用与捐助分开，由会员自行承担。
在西方國家，狮子会会员的平均年龄不断上升，但会员数量在逐渐下降。这和其他服务性社团例如扶轮社面临的情况相同。

## 拓展
- 1917年： 美国
- 1920年： 加拿大
- 1926年： 中國天津市（後於1949年隨國民政府遷至臺灣）
- 1927年： 墨西哥新拉里多
- 1927年： 古巴哈瓦那
- 1955年： 英屬香港、 葡屬澳門
- 2002年5月14日： 中国廣東省深圳

自聯合國從1945年成立伊始，國際獅子會一直保持與之的良好合作關係。它也是被邀請參與起草《聯合國憲章》的非政府組織。
獅子會在為盲人與視力受損人士提供服務方面享有盛譽。這一服務始於1925年6月30日為海倫凱勒出席在俄亥俄州雪松市召開的國際會議提供服務之後。因此，獅子會也被稱為「盲人的騎士」。
針對這些服務：
•  獅子會為盲人提供白杖作為盲人的標誌。
•  獅子會建議並支持世界上絕大部分的眼庫及數百家眼科研究中心、眼科醫院與診所。
•  獅子會每年為開發中國家募集超過500萬副舊眼鏡。
=== 澳大利亞 === 獅子會在社區聽力與癌症檢查項目上提供了大力支持。在珀斯，提供了超過30年的聽力檢查服務，並提供基金，於2001年9月9日成立了獅子會耳科與聽力研究中心。這家中心在聽力受損的診斷、研究方面表現卓越。
在伯斯，西澳大利亞獅子會還捐贈了獅子會眼科研究中心。
在布里斯本，昆士蘭獅子會醫療研究基金會為許多研究人員提供資金支持。
=== 國際大會 === 獅子會每年舉行一次國際大會，會上各國獅子會成員可以互相交流，討論獅子會的精神，分享活動經驗。通常還會舉行選舉與遊行活動，討論設立服務項目與基金，也有胸章與紀念品的交換。第一屆會議於1917年在德克薩斯州的達拉斯召開，這一年也是獅子會的創立之年。曾經召開年會的地點包括：
- 95届2012年 釜山
- 94届2011年 美国西雅圖
- 93届2010年 雪梨
- 92届2009年 美国明尼阿波利斯
- 91届2008年 泰國曼谷
- 90届2007年 美国芝加哥
- 89届2006年 美国波士頓
- 88届2005年 香港
- 87届2004年 美国底特律
- 86届2003年 美国丹佛
- 85届2002年 日本大阪
- 84届2001年 美国印第安纳波利斯
- 83届2000年 美国檀香山
- 82届1999年 美国圣迭戈
- 81届1998年 英国伯明罕
- 80届1997年 美国費城
- 79届1996年 加拿大蒙特婁
- 78届1995年 漢城
- 77届1994年 美国鳳凰城
- 76届1993年 美国明尼阿波利斯
- 75届1992年 英屬香港
- 74届1991年 布里斯本
- 73届1990年 美国圣路易斯
- 72届1989年 美国迈阿密
- 71届1988年 美国丹佛
- 70届1987年 臺灣臺北

後幾屆年會舉辦地點：
- 96届2013年 德国漢堡
- 97届2014年 加拿大多倫多
- 98届2015年 美国檀香山
- 100届2017年 美国芝加哥

## 狮子会游行队列
很多分会会成立狮子会游行队列参加国际狮子会游行。第86，87，88届年会的游行队列冠军是美国密西西比州的队伍。

## 青少獅會
第一間青少獅會是1957年由GLENSIDE獅子會在美國宾夕法尼亚州創立。時至今日，全世界青少獅會約5,700間，遍佈139個國家，會員人數多達150,000人。
青少獅LEO英文名其原意是L（Leadership）、E（Experience）、O（Opportunity），意即發揮領導才能，透過社會服務去吸取經驗及爭取機會去達成國際了解。
- 讓青年人有機會參與社會服務工作
- 發展個人的潛能和責任感
- 激發會友接受更高的道德標準
- 發揮領導才能
- 提供機會去達成國際了解

## 香港青年獅子會
簡介
- 國際獅子總會中國港澳303區青年獅子區會（Leo Distrinct 303, Hong Kong & Macau, China，簡稱青獅會）於1979年6月17日成立，附屬國際獅子會總會中國港澳303區獅子區會之青年義工服務團體，現有40間分會，會員800多名。青獅會本著「我們服務」We Serve的宗旨，服務社會及有需要之人士，讓會員能從服務中認識自我，並對社會作出貢獻。

活動類型
1. 策劃社會服務工作
2. 籌募社會服務基金
3. 安排會員聯誼及康樂活動
4. 定期例會和年會
5. 舉行各項訓練活動和比賽
6. 參加國際青年交換計劃

入會資格
- 任何人士凡年齡在12至30歲（申請入會時年齡須為25歲或以下）之間的青年朋友，有志參加社會服務工作，學習領導才能和發揮一己所長，均可申請加入。

## 主要舉辦的活動類型
1. 策劃社會服務工作
2. 籌募社會服務基金
3. 安排會員聯誼及康樂活動
4. 定期例會和年會
5. 舉行各項訓練活動和比賽
6. 參加國際青年交換計劃

## 傳聞
巴勒斯坦伊斯兰运动组织哈马斯的章程中宣称国际狮子会是由犹太人建立的秘密组织。
中華人民共和國政府曾要求國際獅子會將“台灣”更名為“中國台灣”。